# Los Angeles Lakers 2004-2005
La stagione 2004-05 dei Los Angeles Lakers fu la 56ª nella NBA per la franchigia.
I Los Angeles Lakers arrivarono quarti nella Pacific Division della Western Conference con un record di 34-48, non qualificandosi per i play-off.
Dopo l'addio di Phil Jackson, la panchina venne affidata a Rudy Tomjanovich, sostituito nel corso della stagione da Frank Hamblen. In estate, inoltre, anche Shaquille O'Neal lasciò Los Angeles, accasandosi ai Miami Heat.

## Draft
| Giro | Scelta | Giocatore      | Posizione  | Nazionalità | Università/Club |
| ---- | ------ | -------------- | ---------- | ----------- | --------------- |
| 1    | 27     | Saša Vujačić   | guardia    | Slovenia    | Udine (Italia)  |
| 2    | 56     | Marcus Douthit | ala grande | Stati Uniti | Providence      |

## Regular season
| Squadra               | V  | P  | %    | GB |
| --------------------- | -- | -- | ---- | -- |
| Phoenix Suns          | 62 | 20 | 75,6 | -  |
| Sacramento Kings      | 50 | 32 | 61,0 | 12 |
| Los Angeles Clippers  | 37 | 45 | 45,1 | 25 |
| Golden State Warriors | 34 | 48 | 41,5 | 28 |
| Los Angeles Lakers    | 34 | 48 | 41,5 | 28 |

## Play-off
Non qualificata

## Roster
| N° | Naz.                           | Ruolo | Sportivo             | Anno | Alt. | Peso |
| -- | ------------------------------ | ----- | -------------------- | ---- | ---- | ---- |
| 1  | Stati Uniti (bandiera)         | A     | Caron Butler         | 1980 | 201  | 100  |
| 3  | Stati Uniti (bandiera)         | GA    | Devean George        | 1977 | 203  | 100  |
| 4  | Stati Uniti (bandiera)         | A     | Luke Walton          | 1980 | 203  | 107  |
| 5  | Stati Uniti (bandiera)         | G     | Tierre Brown         | 1979 | 188  | 86   |
| 7  | Stati Uniti (bandiera)         | A     | Lamar Odom           | 1979 | 208  | 100  |
| 8  | Stati Uniti (bandiera)         | G     | Kobe Bryant          | 1978 | 198  | 91   |
| 9  | Stati Uniti (bandiera)         | G     | Chucky Atkins        | 1974 | 180  | 73   |
| 12 | Serbia e Montenegro (bandiera) | C     | Vlade Divac          | 1968 | 216  | 110  |
| 14 | Ucraina (bandiera)             | A     | Stanislav Medvedenko | 1979 | 208  | 113  |
| 15 | Stati Uniti (bandiera)         | G     | Tony Bobbitt         | 1979 | 193  | 86   |
| 18 | Slovenia (bandiera)            | G     | Saša Vujačić         | 1984 | 201  | 88   |
| 20 | Stati Uniti (bandiera)         | A     | Jumaine Jones        | 1979 | 203  | 99   |
| 21 | Stati Uniti (bandiera)         | G     | Kareem Rush          | 1980 | 198  | 98   |
| 31 | Stati Uniti (bandiera)         | C     | Chris Mihm           | 1979 | 213  | 120  |
| 43 | Stati Uniti (bandiera)         | A     | Brian Cook           | 1980 | 206  | 106  |
| 55 | Stati Uniti (bandiera)         | A     | Brian Grant          | 1972 | 206  | 115  |

## Staff tecnico
- Allenatori: Rudy Tomjanovich (24-19) (fino al 2 febbraio)[1], Frank Hamblen (10-29)
- Vice-allenatori: Chris Bodaken, Frank Hamblen (fino al 2 febbraio), Melvin Hunt, Larry Smith, Mike Wells, Kurt Rambis (dal 17 febbraio), Brian Shaw (dal 17 febbraio)
- Preparatore atletico: Gary Vitti

### Arrivi/partenze
Mercato e scambi avvenuti durante la stagione:
Arrivi
| N° | Naz. | Ruolo | Sportivo |  | Alt. |  |
| -- | ---- | ----- | -------- |  | ---- |  |

Partenze
| N° | Naz.                   | Ruolo | Sportivo     |  | Alt. |  |
| -- | ---------------------- | ----- | ------------ |  | ---- |  |
| 15 | Stati Uniti (bandiera) | G     | Tony Bobbitt |  |      |  |
| 21 | Stati Uniti (bandiera) | G     | Kareem Rush  |  |      |  |

## Premi e onorificenze
- Kobe Bryant incluso nell'All-NBA Third Team